# Giraut de Bornelh
Giraut de Bornelh o nelle varianti ortografiche Guiraut de Bornelh, Giraud de Bornell o de Borneil, Girautz de Borneil o de Borneyll, italianizzato in Giraldo di Bornello (... – 1220 circa) fu un poeta trovatore provenzale, attivo all'incirca tra il 1160 e la fine o inizio del XII secolo, originario probabilmente di Excideuil (Charente o Dordogna) o Bourneix (Dordogna) (da cui il nome), vicino a Limoges.

## Biografia
Contemporaneo di Bernart de la Fon, Giraut fu in contatto più o meno diretto con le grandi corti d'Europa e con Riccardo Cuor di Leone, a fianco del quale partecipò alla terza crociata.
In base a quanto riportato nella sua vida sappiamo che:
Secondo quando si evince dalla razo di S'ie.us quier conseill, bel amig' Alamanda, Giraut fece esperienza di un amore infelice, non essendo corrisposto dalla dama guascone Alamanda d'Estancs con la quale scambia coblas nella tenso in questione.

## Opera
Tradizionalmente detto "il maestro dei trovatori", fu l'iniziatore del cosiddetto trobar leu, un modo di poetare semplice e melodico, ma in realtà anche le sue liriche sono spesso difficili ed oscure. Egli pare, infatti, aver attraversato tutti gli stili, in seguito al conflitto tra l'ermetismo (trobar clus) a cui lo condurrebbe il saber e le esigenze divulgative, ed è da questo che gli deriva il titolo di maestro. La sua produzione è caratterizzata dalla varietà delle forme metriche, con innovazioni come le coblas tensonadas o strofe dialogate. 
Come altri trovatori aderisce alla polemica contro i cavalieri predoni e contro la degenerazione delle corti. 
Di lui ci rimangono 90 poemi, 76 di sicura attribuzione, e quattro melodie, tra cui due canzoni di crociata, una tenzone con Raimbaut d'Aurenga e un partimen Alfonso II d'Aragona.
Giraut è il secondo dei dodici trovatori presi di mira da Peire d'Alvergne nella sua famosa Chantarai d'aquestz trobadors:
         E·l segonz Guirautz de Bornelh,

         que sembla oire sec al solelh

         ab son chantar magre dolen,

         qu’es chans de vielha porta-selh,

         que si·s mirava en espelh,

         no·s prezaria un aguilen.

## Giraut secondo Dante
Dante Alighieri menziona più volte Giraut nella sua opera: nel De vulgari eloquentia egli identifica in tre poeti provenzali i massimi poeti esistenti, e cioè Giraut de Bornelh a proposito della poesia più elevata, che ha per argomento la virtù, Arnaut Daniel per la poesia d'amore e Bertrand de Born per la poesia marziale. Nella Divina Commedia (Purgatorio, canto XXVI, 120: "quel di Lemosì"), tuttavia, egli sembra ridimensionare questo giudizio, accordando una netta preferenza ad Arnaut Daniel, mentre Giraut prevarebbe nell'opinione comune solo per fama e non secondo il suo vero valore.
         "O frate", disse, "questi ch'io ti cerno

         col dito", e additò un spirto innanzi,

         "fu miglior fabbro del parlar materno.

         Versi d'amore e prose di romanzi

         soverchiò tutti; e lascia dir li stolti

         che quel di Lemosì credon ch'avanzi.

## Componimenti poetici[8]
- [P]er solatz revel[h]ar
- A ben chantar
- Un sonet fatz malvat e bo
- De chantar mi for' antremes
- Los apletz
- S'ieus quier cosselh, bell'amia lamanda
- Razon e luec
- Gen m'aten
- Sim sentis fizels amics
- M'amigam mena estra lei
- Qui chantar sol
- Ben es dregz pos en aital port
- Jois sia comensamens
- A l'honor Dieu torn en mon chan
- Ar ai gran joi quem remembra l'amor
- Ben for' oimais dreitz al temps gen
- S'anc jorn agui joi ni solatz
- Quar non ai joy qui m'aon
- S'era non pueja mons chans
- Quan lo fregz el glatz e la neus
- Sol qu'amors me plevis
- Al plus leu qu'ieu sai far chansos
- Nom platz chant de rossinhol
- Si sotils gens
- Aquest termenis clars e gens
- Ben deu em bona cort dir
- Ses valer de pascor
- Alegrar me volgr'en chantan
- Lo doutz chans d'un auzel
- Quant creyx la fresca fuelh' el rams
- Er ausiretz
- Joys e chans
- Eras sim fos a grat tengut
- Ges aissi del tot non lays
- Quant la brun' aura s'esclucha
- La flors el verjan
- A penas sai comensar
- Sim plagues tant chans
- Ab semblant mi fai dechazer
- Ailas! quo muer que as amis
- Nulha res a chantar nom falh
- No pues mudar qu'a la dolor
- Jam vay revenen
- Quan branchal brondels elh rama
- Leu chansonet' e vil
- Ops m'agra si m'o cossentis
- De chantar ab deport
- Dels bels digz menutz frays
- Aital cansoneta plana
- Solatz, joys e chantars
- Si per mon Sobretotz no fos
- Be m'era bels chantars
- Tot suavet e dapas
- Sil cor nom mi nestra dreg
- Ben cove pus ja bayssal ram
- Las! co m'ave Dieus m'aiut
- Ges de sobre voler nom tuelh
- Be veg e conosc e sai
- Quan vey lo dos temps venir
- Abans quel blanc pueg sion vert
- Cardalhac, per un sirventes
- L'antrier lo primier jorn d'aost
- Tostemps me sol plus joy plazer
- S'es chantars ben entendutz
- Reis glorios, verays lums e clardatz

## Opere
- Opera omnia, su trobar.org.